# آسیاب آبی فاریاب سنگویه ۴
آسیاب آبی فاریاب سنگویه ۴ مربوط به دوره قاجاریه است و در روستای فاریاب سنگویه، بخش مرکزی، شهرستان بستک، استان هرمزگان واقع شده‌است. این اثر در تاریخ ۱۷ خرداد ۱۳۸۵ با شمارهٔ ثبت ۱۵۳۸۸ به‌عنوان یکی از آثار ملی ایران به ثبت رسیده‌است.